# The Gray Nun of Belgium
The Gray Nun of Belgium er en amerikansk stumfilm fra 1915 af Francis Powers.

## Medvirkende
- Harry Clements.
- Cathrine Countiss.
- Robert Dunbar.
- Katherine Griffith.
- Betty Pierce.